# Affinity Designer
Affinity Designer es un editor de gráficos vectoriales desarrollado por Serif para macOS, iPadOS, y Windows de Microsoft. Es parte de la "Trinidad Affinity", junto con Affinity Photo y Affinity Publisher. Affinity Designer está disponible para adquirir directamente desde el sitio web de compañía y desde Mac App Store, iOS App Store, y Microsoft Store.

## Funcionalidad
Affinity Designer funciona como sucesor de DrawPlus, software de Serif que la compañía dejó de producir en 2017 para centrarse en la gama de productos de Affinity. La herramienta ha sido descrita como una alternativa a Adobe Illustrator y es compatible con formatos de archivo de gráfico comunes, que incluyen Adobe Illustrator, SVG, Adobe Photoshop, PDF, y EPS. La aplicación puede importar datos de archivos de Adobe FreeHand (específicamente versiones 10 & MX).
Affinity Designer incluye un bolígrafo de vectores y herramientas de modelado, soporte para vectores personalizados y pinceles de rasterización (incluida la posibilidad de importar pinceles de Adobe Photoshop), símbolos dinámicos, estabilizadores, gestores de estilo de texto y opciones para exportar vectores/píxeles.
Affinity Designer contiene características de edición no destructivas en todas sus capas, con panorámicas y zooms a 60 fps y visión a tiempo real para efectos y transformaciones. Soporta RGB, RGB Hex, LAB, CMYK y modelos de escala de grises, junto a mezcladores de color PANTONE y gestión de color ICC para flujos de trabajo end-to-end con CMYK y 16 bits por edición de canal.

## Desarrollo
Affinity Designer comenzó siendo un editor de gráficos vectoriales únicamente para macOS. Fue desarrollado desde cero para este sistema operativo, permitiendo la implicación de tecnologías clave como OpenGL, Grand Central Dispatch y Core Graphics.
La primera versión fue lanzada en octubre de 2014, siendo la primera aplicación de Affinity lanzada por Serif (y, al mismo tiempo, su primer lanzamiento en macOS). En ese momento, la aplicación de vectores gráficos de Serifa para Windows era DrawPlus; sin embargo, siguiendo  el lanzamiento de Affinity Designer para Windows, este producto ha sido sustituido.
En abril de 2015, se lanzó la versión 1.2, que introducía nuevas herramientas y características, como la Corner Tool y el modo para forzar la alineación de los píxeles. En diciembre de 2015, se lanzó la versión 1.4, en la que se introdujeron cambios destinados a impresión. En octubre de 2016, se lanzó la versión 1.5, con nuevas características relacionadas con símbolos y estilos de texto.
La aplicación empezó a expandirse hacia otras plataformas en noviembre de 2016 cuando se lanzó por primera vez para Microsoft Windows.
La versión 1.6 fue lanzada en noviembre de 2017, introduciendo mejoras de rendimiento.
El primer lanzamiento de una versión de Affinity Designer para iPad tuvo lugar en julio de 2018.
En junio de 2019, se lanzó la versión 1.7, añadiendo características clave como el soporte HDR y grandes mejoras a nivel de rendimiento. La versión 1.8, lanzada en febrero de 2020, permitía además que los usuarios definiesen sus propias plantillas de documentos y atajos de teclado.

## Recepción
Affinity Designer fue seleccionado en la lista con lo mejor de 2014 de la Mac App Store y contenido de Tienda del iTunes en el macOS categoría de aplicación. También fue uno de los ganadores de los Apple Design Award de 2015.
En 2018, la versión de Windows de Affinity Designer ganó el premio "Aplicación creadora del año" en el Windows Developer Awards (celebrados dentro del Microsoft Build 2018).[26]

## Lectura extra
- Affinity Designer Workbook. Nottingham: Serif Europa Ltd. 2016.  ISBN 9781909581036.